# Alberto da Saxônia (filósofo)
Alberto de Saxônia ou Alberto de Helmstaedt (Velpke, 1316 — Halberstadt, 8 de julho de 1390) foi um filósofo e cientista alemão, bispo de Halberstadt e reitor das Universidades de Paris e Viena, destacado entre os promotores europeus do espírito científico.

## Biografia
Alberto nasceu em Rickensdorf perto de Helmstedt, filho de um fazendeiro em uma pequena aldeia; mas por causa de seu talento, foi enviado para estudar na Universidade de Praga e na Universidade de Paris. Em Paris, tornou-se mestre em artes (professor), cargo que ocupou de 1351 a 1362. Também estudou teologia no Colégio da Sorbonne, embora sem se formar. Em 1353, ele era reitor da Universidade de Paris. Depois de 1362, Alberto foi à corte do Papa Urbano V em Avignon como enviado de Rodolfo IV, duque da Áustria, a fim de negociar a fundação da Universidade de Viena. As negociações foram bem-sucedidas e Alberto tornou-se o primeiro reitor desta universidade em 1365.
Em 1366, Alberto foi eleito bispo de Halberstadt (contado como Alberto III), sendo Halberstadt a diocese em que nasceu. Como Bispo de Halberstadt, aliou-se a Magno II, Duque de Brunswick-Lüneburg, contra Gerhard de Berg, Bispo de Hildesheim, e foi feito prisioneiro por Gerhard na batalha de Dinckler em 1367. Ele morreu em Halberstadt em 1390.

## Filosofia
Alberto foi aluno de Jean Buridan e foi muito influenciado pelos ensinamentos de Buridan sobre física e lógica. Como filósofo natural, contribuiu para a difusão da filosofia natural parisiense em toda a Itália e na Europa central. Semelhante a Buridan, Alberto combinou a análise crítica da linguagem com o pragmatismo epistemológico. Alberto distingue, como fez seu professor, entre o que é absolutamente impossível ou contraditório e o que é impossível “no curso comum da natureza” e considera hipóteses sob circunstâncias que não são naturalmente possíveis, mas imagináveis, dado o poder absoluto de Deus. Alberto recusou-se a estender a referência de um termo físico a possibilidades sobrenaturais e puramente imaginárias. Mais tarde considerado como um dos principais adeptos do nominalismo, junto com seus contemporâneos próximos em Paris, ou seja, Buridan e Marsilius de Inghen, cujas obras costumam ser tão semelhantes que se confundem. A ampla circulação subsequente do trabalho de Alberto fez dele uma figura mais conhecida em algumas áreas do que contemporâneos mais importantes como Buridan e Nicole Oresme.

Três estágios para a "teoria do ímpeto", de acordo com Alberto de Saxônia.

O trabalho de lógica de Alberto também mostra forte influência de Guilherme de Ockham, cujos comentários sobre a logica vetus (ou seja, sobre Porfírio e Categoriae e Deinterprete de Aristóteles) foram objeto de uma série de obras chamadas Questiones de Albert.
Os ensinamentos de Alberto da Saxônia sobre lógica e metafísica foram extremamente influentes. A teoria do ímpeto introduziu um terceiro estágio na teoria de dois estágios de John Philoponus:
1. Estado inicial. O movimento é em linha reta na direção do ímpeto que é dominante, enquanto a gravidade é insignificante.
2. Estágio intermediário. O caminho começa a se desviar para baixo da linha reta como parte de um grande círculo à medida que a resistência do ar diminui a velocidade do projétil e a gravidade se recupera.
3. Último estágio. A gravidade por si só atrai o projétil para baixo verticalmente à medida que todo o ímpeto é gasto.

Esta teoria foi uma precursora da moderna teoria da inércia.
Embora Buridan permanecesse a figura predominante na lógica, a Perutilis logica de Alberto (c. 1360) estava destinada a servir como um texto popular por causa de sua natureza sistemática e também porque retoma e desenvolve aspectos essenciais da posição ockhamista. Alberto aceitou a concepção de Ockham sobre a natureza de um signo. Alberto acreditava que a significação repousa sobre uma relação referencial do signo com a coisa individual, e que o signo falado depende, para sua significação, do signo conceitual. Alberto seguiu Ockham em sua concepção de universais e em sua teoria da suposição. Especificamente, Alberto preservou a noção de suposição simples de Ockham, entendida como a referência direta de um termo ao conceito do qual depende quando significa uma coisa extramental. Alberto seguiu Ockham em sua teoria das categorias e, ao contrário de Buridan, recusou-se a tratar a quantidade como uma característica da realidade por direito próprio, mas a reduziu a uma disposição de substância e qualidade. Alberto estabeleceu a significação por meio de uma relação referencial com uma coisa singular definindo a relação do falado com os signos conceituais como uma relação de subordinação. O tratamento dado por Alberto à relação era altamente original. Embora, como Ockham, ele se recusasse a construir as relações como coisas distintas do absolutoentidades, ele claramente as atribuiu a um ato da alma pelo qual entidades absolutas são comparadas e colocadas em relação umas às outras. Ele, portanto, rejeitou completamente certas proposições que Ockham havia admitido como razoáveis, mesmo que não as interpretasse da mesma maneira.
A volumosa coleção de Sophismata de Alberto (c. 1359) examinou várias frases que levantam dificuldades de interpretação devido à presença de termos sincategoremáticos como quantificadores e certas preposições, que, segundo os lógicos medievais, não têm um significado próprio e determinado, mas modificam a significação dos outros termos nas proposições em que eles ocorrem. Em seu Sophismata, ele seguiu William Heytesbury. Em sua análise dos verbos epistêmicos ou do infinito, Alberto admitiu que uma proposição tem seu próprio significado, que não é o de seus termos: assim como um termo sincategoremático, uma proposição significa um "modo de uma coisa". Alberto fez uso da ideia do significado distinguível da proposição ao definir a verdade e ao lidar com “ insolúveis ” ou paradoxos de auto-referência. Nesta obra, ele mostra que, uma vez que toda proposição, por sua própria forma, significa que é verdadeira, uma proposição insolúvel se revelará falsa porque significará ao mesmo tempo que é verdadeira e que é falsa.
Alberto também escreveu comentários sobre Ars Vetus, um conjunto de vinte e cinco Quaestiones logices (c. 1356) que envolviam problemas semânticos e o status da lógica, e Quaestiones sobre a Analítica Posterior. Alberto explorou em uma série de questões controversas o status da lógica e semântica, bem como a teoria da referência e da verdade. Alberto foi influenciado por lógicos ingleses e foi influente na difusão da lógica terminista na Europa central. Alberto é considerado um dos principais contribuintes em sua teoria das consequências, encontrada em seu Perutilis Logica. Alberto deu um grande passo à frente na teoria medieval da dedução lógica.
Mas foi seu comentário sobre a Física de Aristóteles que foi especialmente lido. Muitos manuscritos dele podem ser encontrados na França e na Itália, em Erfurt e Praga. A Física de Alberto basicamente garantiu a transmissão da tradição parisiense para a Itália, onde teve autoridade junto com as obras de Heytesbury e John Dumbleton. Seu comentário sobre o De caelo de Aristóteles também foi influente, eventualmente eclipsando o comentário de Buridan sobre este texto. Blasius de Parma o leu em Bolonha entre 1379 e 1382. Um pouco mais tarde, teve grande audiência em Viena. Seu Tratado sobre Proporções foi frequentemente citado na Itália onde, além dos textos de Thomas Bradwardine e Oresme, influenciou a aplicação da teoria das proporções ao movimento.
Os comentários de Alberto sobre a Ética a Nicômaco e a Economia também sobreviveram (ambos não editados), bem como vários textos matemáticos curtos, principalmente o Tractatus proportum (c. 1353). Embora Alberto tenha estudado teologia em Paris, nenhum escrito teológico sobreviveu.
Alberto desempenhou um papel essencial na difusão por toda a Itália e Europa central das ideias parisienses que traziam a marca dos ensinamentos de Buridan, mas que também foram claramente moldadas pela compreensão que Alberto tinha das inovações inglesas. Ao mesmo tempo, Alberto não era apenas um compilador do trabalho de outros. Ele soube construir provas de inegável originalidade em muitos tópicos da lógica e da física.

## Obras
- De quadratura circuli

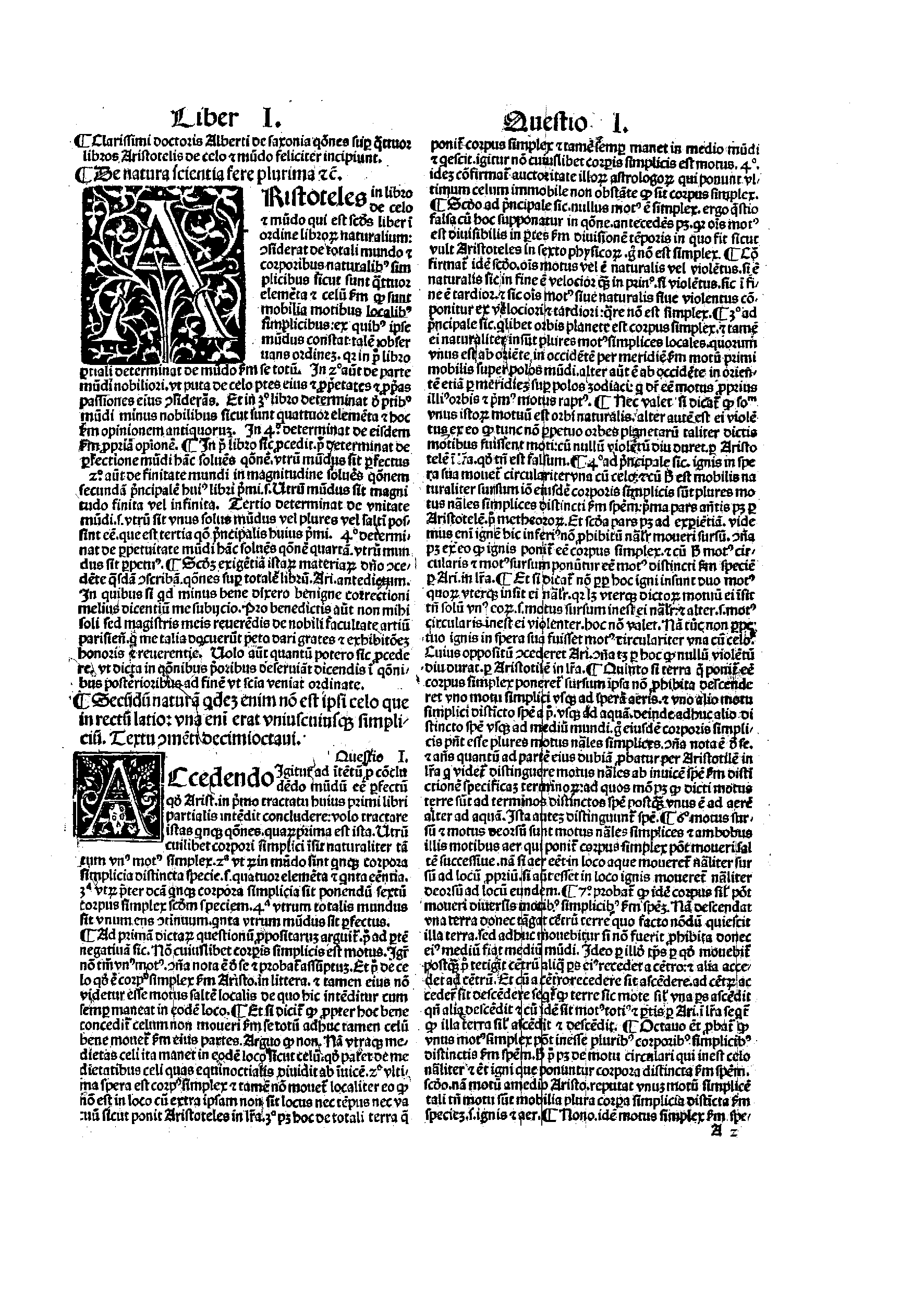
Questiones subtilissime in libros de caelo et mundo, 1492.

- Tractatus proportionum, Venecia 1496, y Viena 1971: editor Hubertus L. Busard
- Perutilis Logica Magistri Alberti de Saxonia (Lógica Muy Usuable), Venedig 1522 e Hildesheim 1974 (reproducción)
- Quaestiones sobre Ars Vetus
- Quaestiones on the Posterior Analytics
- Quaestiones logicales
- De consequentiis
- De locis dialecticis
- Sophismata et Insolubilia et Obligationes, Paris 1489 e Hildesheim 1975 (reprodução)
- De latudinibus, Pádua 1505
- De latitudinibus formarum
- De maximo et minimo
- Quaestiones in Aristotelis De caelo, Venetiis, 1492; Venetiis, 1497; Lovainensis, 2008, B. Patar (ed.), ISBN 9789042921047.